# باشگاه فوتسال بوتا پارس ایرانیان
باشگاه فوتسال بوتا پارس ایرانیان  یکی از تیم‌های فوتسال ایرانی است. این تیم در دو رده  آقایان و بانوان حضور دارد  تیم فوتسال بانوان بوتا پارس ایرانیان در لیگ برتر فوتسال بانوان ایران  حضور دارد .
تیم فوتسال آقایان در لیگ یک فوتسال ایران  در گروه  سوم  حضور دارد

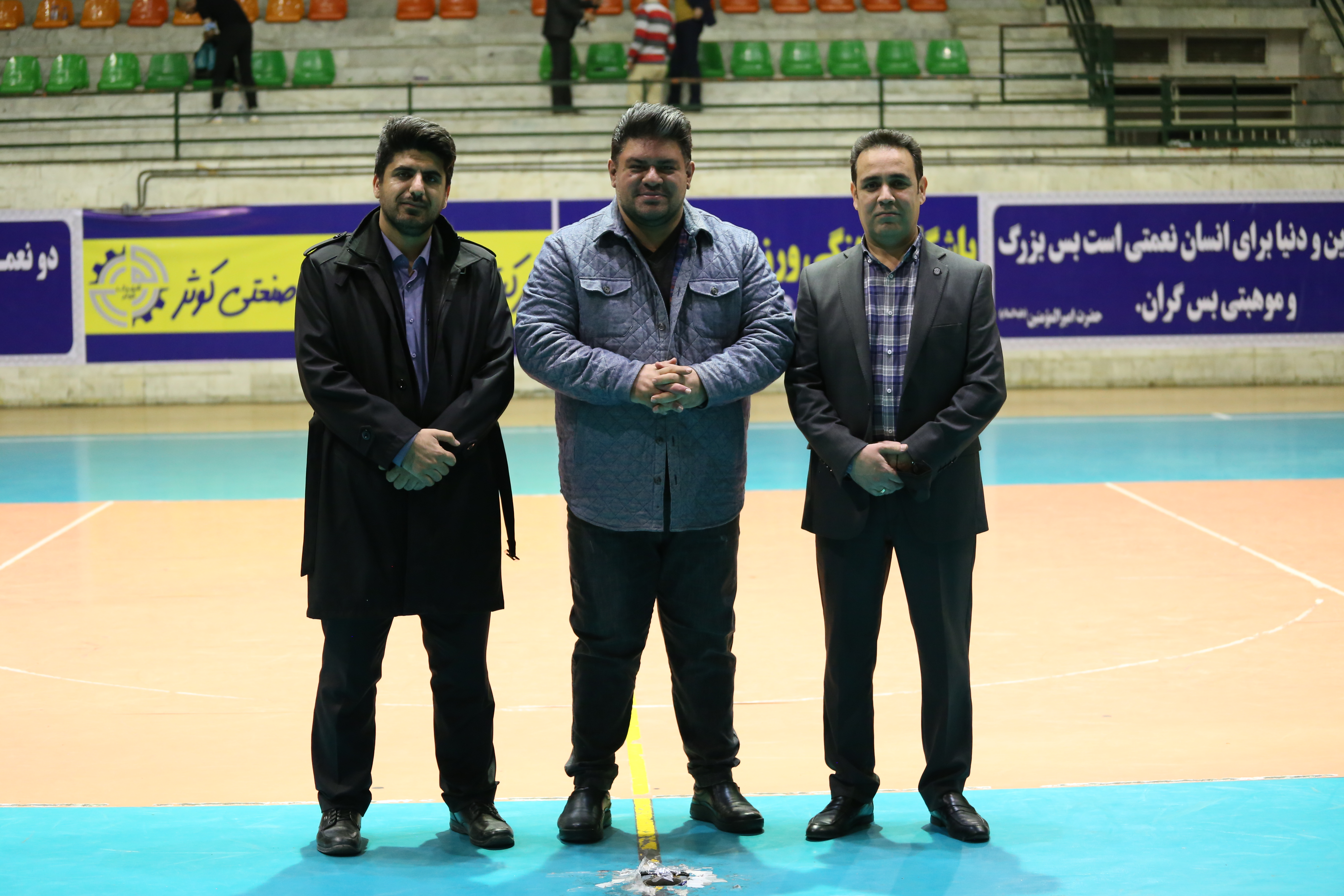
اولین بازی خانگی بوتا پارس ایرانیان با حضور دکتر آرش جابری سرپرست سازمان لیگ فوتسال ایران

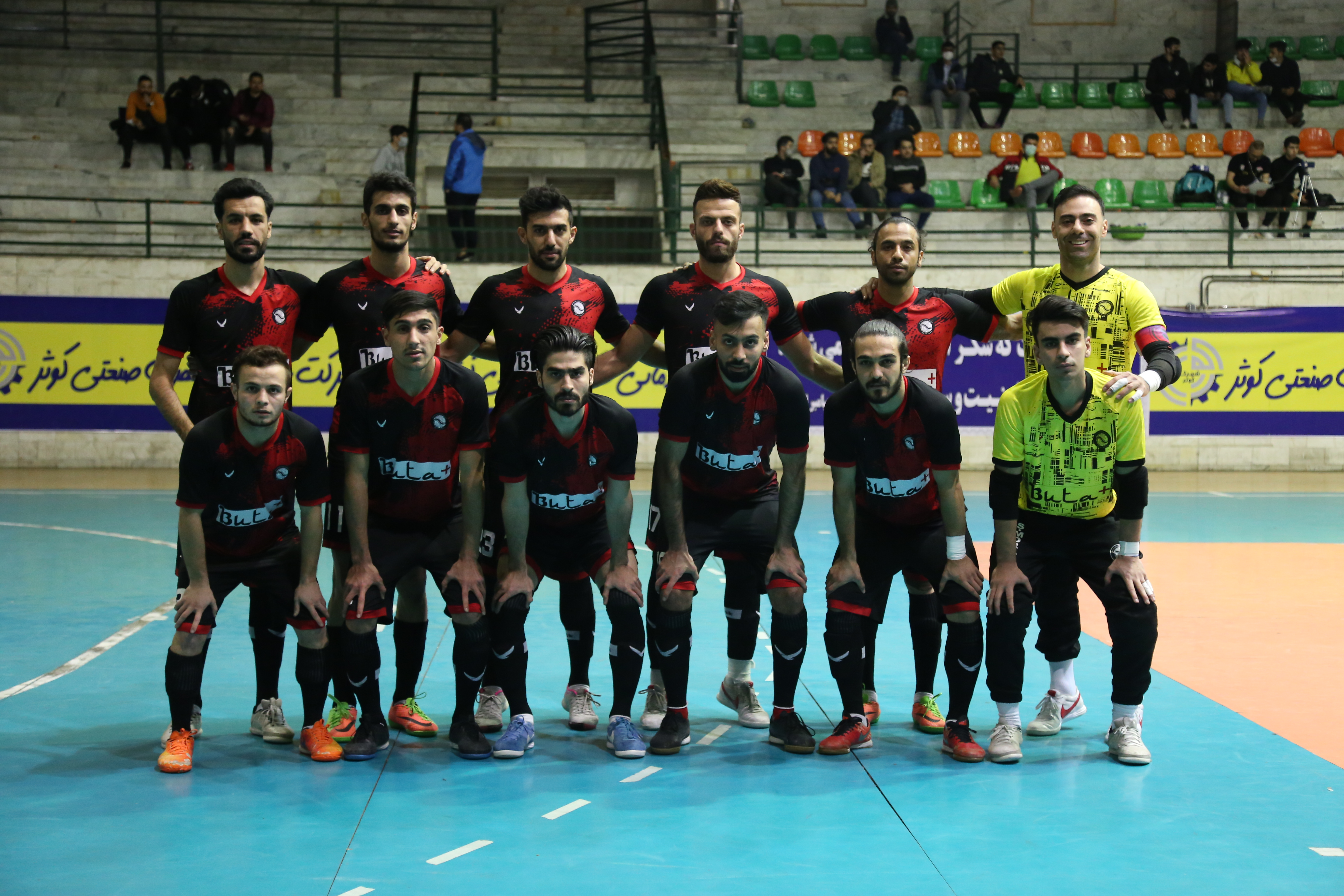
عکس تیمی بازیکنان بوتا پارس ایرانیان فصل ۱۴۰۱-۱۴۰۰

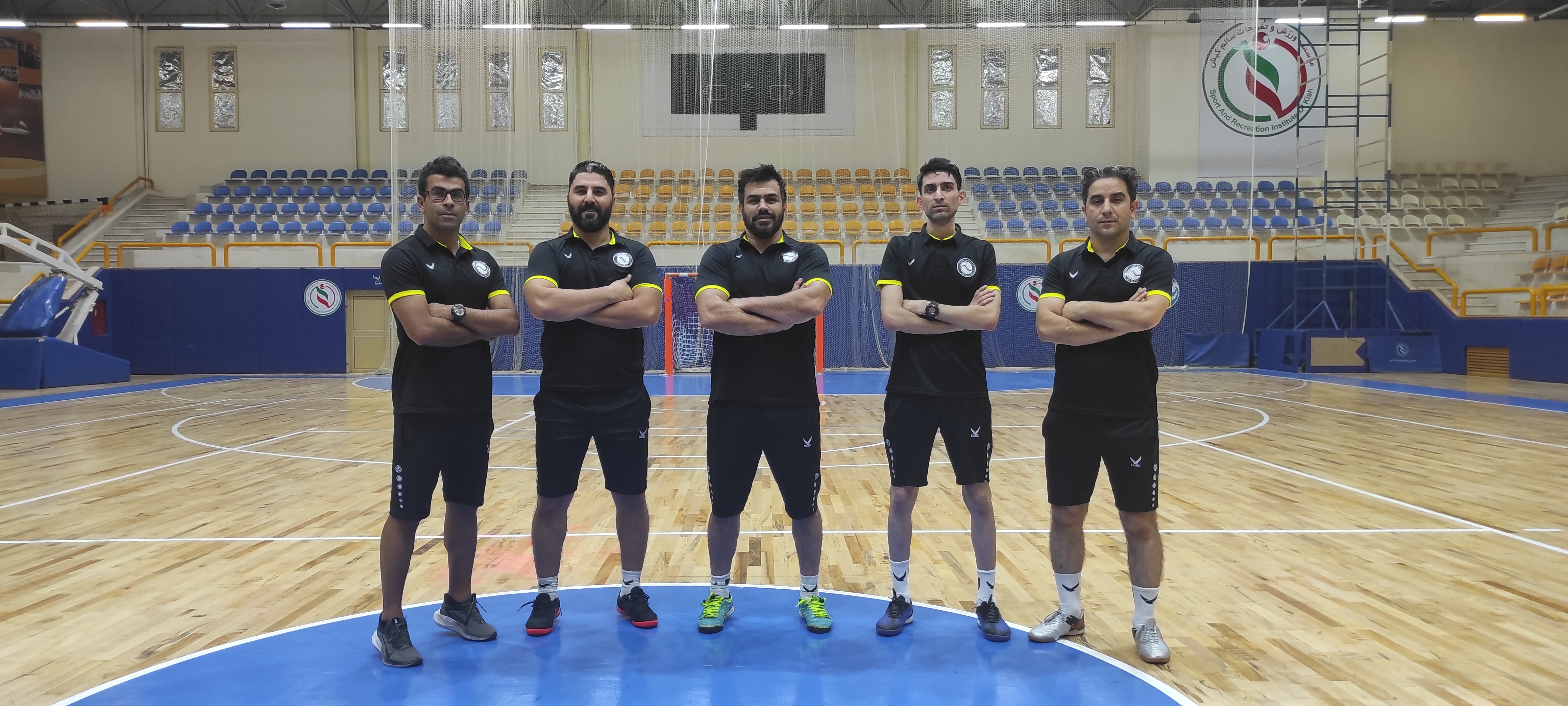
کادر فنی تیم بوتا پارس ایرانیان فصل ۱۴۰۱-۱۴۰۰

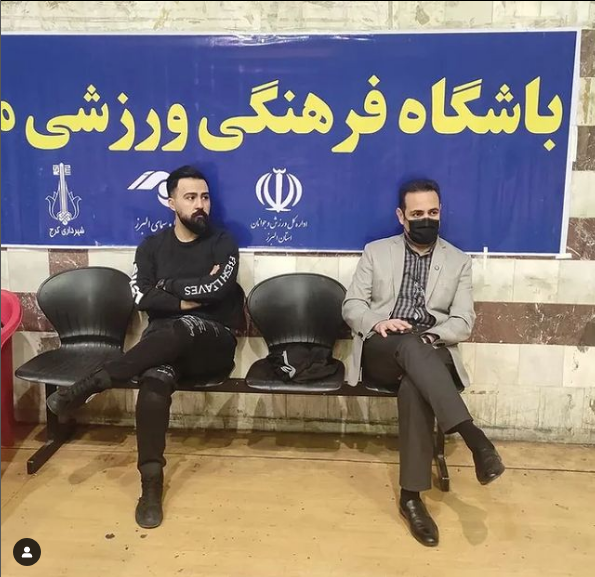
علیرضا حیدری مدیرعامل باشگاه بوتا پارس ایرانیان

## تاریخچه باشگاه
باشگاه بوتا پارس ایرانیان از سال  1399  مجوزهای اخذ شده را از فدراسیون فوتبال ایران  گرفت و شروع به فعالیت کرد.
این تیم  توسط بخش خصوصی  اداره می شود  و مالک  این باشگاه علیرضا حیدری می باشد.

### مطرح شدن  نام تیم  بوتا پارس ایرانیان در آسیا
رضا فلاح زاده  سرمربی سرشناس تیم بوتا پارس ایرانیان بعد از آنکه فدراسیون فوتبال اندونزی نام این مربی  را  بین گزینه‌های سرمربیگری تیم ملی فوتسال این کشور قرار داد  در رسانه ها  نام بوتاپارس ایرانیان مطرح شد.

## فصل 1401-1400

### کادر فنی
|   | سمت                | نام            |
| - | ------------------ | -------------- |
| ۱ | مدیر تیم           | مرتضی قائدی    |
| ۲ | سرمربی             | رضا فلاح زاده  |
| ۳ | مربی               | جواد رضایی     |
| ۴ | مربی سوم           | حمید عطا زاده  |
| 5 | مربی دروازه بان ها | بهرام خرمی     |
| 6 | مربی بدنسازی       | ابوالفضل سرلکی |
| 7 | پزشک               | آرمان احمدی    |
| 8 | مدیر رسانه         | آرمان زاهدی    |
| 9 | تدارکات            | محمد صحتی      |

### تغییرات کادر فنی
احمد صالحی مربی تیم بوتاپارس ایرانیان با گذشت پنج هفته از رقابت‌های لیگ فوتسال یک ایران  با توافق مدیریت باشگاه از بوتا پارس ایرانیان جدید شد و به عنوان سرمربی شهرداری جیرفت  معرفی شد.  در نیم فصل بازی ها  جواد رضایی  به عنوان مربی دوم تیم به  باشگاه بوتا پارس ایرانیان پیوست.
بهرام خرمی به عنوان مربی گلرهای تیم  در هفته یازدهم  به باشگاه بوتا پارس ایرانیان ملحق شد و حسین مهدوی مربی گلرهای بوتا پارس رسماً از باشگاه بوتا پارس ایرانیان جدا شد.

### بازیکنان
|  | شماره | بازیکن          | نقش          |
|  | ----- | --------------- | ------------ |
|  | 12    | مرتضی فراهانی   | گلر(کاپیتان) |
|  | 24    | پوریا لهراسبی   | گلر          |
|  | 4     | علیرضا محمودی   | عقب گیر      |
|  | 18    | محسن محمدزاده   | فلنک چپ      |
|  | 23    | مسعود سعادتی    | راس          |
|  | 9     | بهزاد میری زاده | فلنک راست    |
|  | 7     | محمدرضا محبی    | فلنک چپ      |
|  | 8     | نیما راجعی      | فلنک راست    |
|  | 3     | علی خدادادی     | فلنک راست    |
|  | 11    | علی خلیلوند     | راس          |
|  | 17    | حمیدرضا کریمی   | راس          |
|  | 21    | آرش الیاسی      | عقب گیر      |
|  | 73    | صادق همزهی      | راس          |
|  | 77    | امیرحسین تقوی   | فلنک چپ      |
|  | 10    | حمید بخشی       | عقب گیر      |
|  | ۲۴    | سبحان مرادی     | گلر          |
|  | 14    | سجاد مسیحی      | راس          |

## جدول وضعیت تیم بوتا پارس  ایرانیان  درلیگ دسته اول فوتسال ایراندر فصل ۱۴۰۰ – ۱۴۰۱

### دور رفت  مسابقاتلیگ یک  فوتسال ایرانگروه  سوم
| هفته       | بازی                                        | نتیجه بازی | گلزنان | وضعیت بازی |
| هفته اول   | بوتا پارس ایرانیان - صنایع پشتیبانی هرمزگان | 0-0        |        | تساوی      |
| هفته دوم   | بوتا پارس ایرانیان-آروین قالا               | 3-4        |        | برد        |
| هفته سوم   | استراحت                                     | -          |        | استراحت    |
| هفته چهارم | بوتا پارس ایرانیان-هیات فوتبال داراب        | 1-7        |        | برد        |
| هفته پنجم  | بوتا پارس ایرانیان - شهرداری جیرفت          | 1-5        |        | برد        |
| هفته ششم   | بوتا پارس ایرانیان - ایرالکو اراک           | 0-1        |        | برد        |
| هفته هفتم  | بوتا پارس ایرانیان -استعدادهای درخشان مشهد  | 2-2        |        | تساوی      |
| هفته هشتم  | استراحت                                     | -          |        | استراحت    |
| هفته نهم   | بوتا پارس ایرانیان -رعد پدافند هوایی        | 2-4        |        | باخت       |

### دور برگشت مسابقاتلیگ یک  فوتسال ایرانگروه  سوم
| هفته         | بازی                                        | نتیجه بازی | گلزنان | وضعیت بازی |
| هفته دهم     | بوتا پارس ایرانیان- صنایع هرمزگان           | 3-3        |        | تساوی      |
| هفته یازدهم  | بوتا پارس ایرانیان - آروین قالا             | 4-1        |        | باخت       |
| هفته دوازدهم | استراحت                                     | -          |        | استراحت    |
| هفته سیزدهم  | بوتا پارس ایرانیان -هیات فوتبال داراب       | 3-1        |        | برد        |
| هفته چهاردهم | بوتا پارس ایرانیان- شهرداری جیرفت           | 1-1        |        | تساوی      |
| هفته پانزدهم | بوتا پارس ایرانیان - ایرالکو اراک           | 5-2        |        | باخت       |
| هفته شانزدهم | بوتا پارس ایرانیان - استعدادهای درخشان مشهد | 1-0        |        | برد        |
| هفته هفدهم   | استراحت                                     |            |        | استراحت    |
| هفته هجدهم   | بوتا پارس ایرانیان- رعد پدافند هوایی        | ناتمام     |        | ناتمام     |

## لیگ دسته یک بزرگسالان کشور فصل 1401- 1400    - گروه سوم
| ردیف | تیم                     | بازی | برد | تساوی | باخت | زده | خورده | تفاضل | امتیاز |
| ---- | ----------------------- | ---- | --- | ----- | ---- | --- | ----- | ----- | ------ |
| ۱    | صنایع پشتیبان هرمزگان   | ۱۳   | ۷   | ۵     | ۱    | ۴۲  | ۲۳    | ۱۹    | ۲۶     |
| ۲    | ایرالکو اراک            | ۱۴   | ۸   | ۲     | ۴    | ۳۶  | ۲۹    | ۷     | ۲۶     |
| ۳    | بوتا پارس ایرانیان      | ۱۳   | ۶   | ۴     | ۳    | ۳۲  | ۲۵    | ۷     | ۲۲     |
| ۴    | رعد پدافند هوایی اصفهان | ۱۳   | ۷   | ۰     | ۶    | ۳۱  | ۳۷    | -۶    | ۲۱     |
| ۵    | آروین قالا ماکو         | ۱۳   | ۶   | ۱     | ۶    | ۳۴  | ۲۶    | ۸     | ۱۹     |
| ۶    | استعدادهای درخشان مشهد  | ۱۳   | ۵   | ۴     | ۴    | ۳۱  | ۲۶    | ۵     | ۱۹     |
| ۷    | هیئت فوتبال داراب       | ۱۴   | ۳   | ۲     | ۹    | ۲۳  | ۳۹    | -۱۶   | ۱۱     |
| ۸    | شهرداری جیرفت           | ۱۳   | ۱   | ۲     | ۱۰   | ۱۷  | ۴۱    | -۲۴   | ۵      |

لیگ دسته یک فوتسال ایران در فصل 1400-1401  به پایان رسید  و بوتا پارس ایرانیان نتوانست صعود کند.
تیم های صنایع پشتیبان هرمزگان  و ایرالکو اراک به دور بعد مسابقات صعود کردند و تیم شهرداری جیرفت به لیگ دسته  دو  سقوط کرد.